# Gueorgui Svirídov
Gueorgui Svirídov (rus: Георгий Васильевич Свиридов)  (Fatej, 16 de desembre de 1915 - Moscou, 6 de gener de 1998), nom complet amb patronímic Gueorgui Vassílievitx Svirídov, fou un compositor neoromàntic soviètic i rus. És conegut habitualment per la seva música coral, fortament influenciada pel cant tradicional de l'Església Ortodoxa Russa, així com per les seves obres orquestrals que sovint celebren elements de la cultura russa.

## Biografia
Svirídov va néixer l'any 1915 a la ciutat de Fatej, llavors a la gubèrnia de Kursk de l'Imperi Rus (actual óblast de Kursk) en una família d' ètnia russa.El seu pare era treballador de correus i la seva mare era mestra. El pare, Vassili Svirídov, partidari dels bolxevics a la Guerra Civil, va morir quan el seu fill tenia 3 anys. Els avantpassats llunyans del compositor eren immigrants de la gubèrnia de Vorónej, que es van traslladar al poble de Nijnevígornoie, uiezd de Timski, gubèrnia de Kursk.
El 1924 la família es va traslladar a Kursk, on Gueorgui va continuar estudiant a l'escola primària i on va començar la seva passió per la literatura. A poc a poc, la música va començar a destacar en el cercle dels seus interessos. Des dels nou anys va aprendre a tocar el seu primer instrument musical: el piano de cua. Però aviat el jove Svirídov es va interessar per la balalaika.Va aprendre a tocar d'oïda i va demostrar tan de talent i habilitat que va ser acceptat a l'orquestra local d'instruments populars russos. Es va matricular en una escola de música el 1929, i seguint els consells del seu professor, M. Krutinski, va anar a Leningrad el 1932, on va estudiar piano amb Issai Braudo i composició amb Mikhaïl Iudin a la Facultat de Música Central de Leningrad, d'on es va graduar l'any 1936.
De 1936 a 1941, Sviridov va estudiar a la classe de composició del Conservatori de Leningrad amb Piotr Riazànov i Dmitri Xostakóvitx. Mobilitzat a l'Exèrcit Roig el 1941, pocs dies després de graduar-se al conservatori, Svirídov va ser enviat a una acadèmia militar a Ufà, però va ser llicenciat a finals d'any per motius de salut.
Fins al 1944 va viure a Novossibirsk, on va ser evacuada la Filharmònica de Leningrad. Com altres compositors, va escriure cançons militars, de les quals la més famosa va ser la "Cançó dels valents", rus: Песня смелых Pésnia smélikh amb lletra d'Aleksei Surkov. A més, va escriure música per a representacions dels teatres evacuats a Sibèria, inclosa la comèdia musical Raskínulos more xiroko, rus: Раскинулось море широко (1943)representada al Teatre de Cambra Tairov situat a Barnaül.
El 1944 va tornar a Leningrad, i el 1956 es va establir a Moscou. Va escriure simfonies, concerts, oratoris, cantates, cançons i romances.
Des de 1957 va ser membre de la junta de la Unió de Compositors Soviètics; el 1962-1974 va ser-ne secretari; el 1968-1973 va ser el primer secretari de la junta de la Unió de Compositors de la RSFSR.
Fou diputat del Soviet Suprem de la RSFSR a les legislatures VII, VIII, IX, X i XI.
El juny de 1974, al Festival de les cançons russes i soviètiques, celebrat a França, la premsa local va presentar el compositor al seu públic sofisticat com "el més poètic dels compositors soviètics moderns".
El 1991, va ser un dels iniciadors de la creació de l'Acadèmia Petrovski de Ciències i Arts.
En els seus darrers anys, el compositor estigué molt malalt. Va morir el 6 de gener de 1998 a Moscou d'un atac de cor. La cerimonia fúnebre va tenir lloc el 9 de gener a Moscou. Després del servei fúnebre a la Catedral del Crist Salvador, va ser enterrat al cementiri de Novodévitxi.

## Estil
Inicialment, Svirídov va seguir clarament al seu mestre Xostakovitx. Amb el temps, però, la seva influència va disminuir i Svirídov va desenvolupar el seu propi llenguatge tonal. A partir de mitjans de la dècada del 1950, va adquirir el seu propi estil original i brillant i va intentar escriure obres de naturalesa exclusivament russa. De les estacions, Svirídov estimava l'hivern sobretot, ja que creia que l'hivern és "l'època en què Rússia expressa la seva naturalesa de manera especialment viva". El compositor va il·lustrar musicalment els frescos i bells hiverns del nord amb una inspiració especial en les seves obres.
Va ser principalment un compositor vocal, cosa que també es pot reconèixer clarament en les seves obres instrumentals. Melodies que enganxen i estructures fàcilment comprensibles caracteritzen la seva música. A les seves melodies es manté estretament relacionat amb la cançó popular russa. A la Unió Soviètica, Svirídov va ser considerat un pioner de la "nova onada del folklore". també atribuïda a Serguei Slonimski, Rodion Sxedrín i Valeri Gavrilin.
Mai no va qüestionar la tonalitat. En general, les seves obres són més aviat tradicionals, tenen les seves arrels a la música russa del segle xix i utilitzen dispositius estilístics molt més conservadors que les obres de Xostakóvitx, per exemple. Per tant, Sviridov va gaudir d'una gran popularitat entre un públic ampli.
La música del compositor va romandre poc coneguda a Occident durant molt de temps, però a Rússia les seves obres van tenir un gran èxit entre la crítica i els oients per les seves melodies líriques senzilles però subtils, l'escala, la magistral instrumentació i el marcat caràcter nacional. El compositor va continuar i desenvolupar l'experiència dels clàssics russos, principalment Modest Mússorgski, i la ve enriquir amb els èxits del segle xx. Va utilitzar les tradicions del cant antic, els cants rituals, el cant znamenni i, al mateix temps, la cançó de massa urbana moderna. La creativitat combina novetat, originalitat del llenguatge musical, refinament, senzillesa exquisida, espiritualitat profunda i expressivitat.
La seva música també es va tocar a la cerimònia d'obertura dels Jocs Olímpics d'Hivern de 2014 a Sotxi.

## Honors i premis
El 1946 Svíridov va rebre el premi Stalin pel seu trio per a piano, molt influenciat per Txaikovski. El Premi Lenin de 1960 va ser atorgat al compositor pel seu Oratori Patètic. Gueorgui Svirídov va rebre el Premi Estatal de l'URSS el 1968 i el 1980 i va ser guardonat amb el títol d'Artista del Poble de l'URSS. Es va convertir en Heroi del Treball Socialista (1975) i va rebre dues vegades l'Orde de Lenin.
L'asteroide (4075) Sviridov, descobert per l'astrònoma russa Liudmila Karàtxkina el 1982, va rebre el seu nom en honor a Gueorgui Svirídov.

## Filmografia
Gueorgui Svirídov és l'autor de bandes sonores per a pel·lícules. Heus ací alguns dels títols més significatius:
- Terra verge cap amunt (1939), rus: Поднятая целина
- Rimski-Kórsakov (1952), rus: Римский-Корсаков
- El gran guerrer albanès Skanderbeg (1953), rus: Великий воин Албании Скандербег
- Resurrecció (1960), rus: Воскресение
- La tempesta de neu (1964), rus: Метель
- Temps, endavant! (1965), rus: Время, вперёд!
- Confiança (1976), rus: Доверие
- Campanes vermelles II (1982), rus: Красные колокола. Фильм 2. Я видел рождение нового мира
- Per molts anys! (1998), rus: С днём рождения!

## Llista d'obres

### Orquestral
- Simfonia de cambra per a orquestra de corda (1940)
- Simfonia en mi menor (1936-1937; primera representació - 23/09/2016)[16]
- Simfonia núm. 2 (1949; inacabada)
- Petit tríptic, rus: Маленький триптих, per a orquestra simfònica (1964)
- La tempesta de neu, rus: Метель, il·lustracions musicals segons Puixkin per a orquestra (1975)

### Concertant
- Concert per a piano núm. 1 (1936–1939)
- Concert per a piano núm. 2 (1942)

### Cambra
- Trio per a piano (1945 - rev. 1955)
- Quintet per a piano en si menor (1945)
- Quartet de corda núm. 1 (1945–1946)
- Quartet de corda núm. 2 (1947)
- Música per a orquestra de cambra (1964)

### Piano sol
- Set petites peces per a piano (1934–1935)
- Set romances amb lletra de Lérmontov (1938)
- Sonata per a piano (1944)
- Dues partites per a piano (1946, revisades el 1957 i el 1960)
- Àlbum d'obres per a nens, rus: Альбом пьес для детей, disset peces per a piano (1948, revisades el 1957)
- Ruy Blas, serenata (1952)
- Partita en mi menor
- Partita en fa menor

### Coral
- Oratori Els decabristes, rus: Декабристы, amb textos d'A. S. Puixkin i els poetes decabristes (1954-1955, no acabat)
- Poema vocal-simfònic En memòria de Serguei Iessenin, oratori per a tenor, cor mixt i orquestra (1956)
- 5 cors per a cor mixt no acompanyat (1958)
- Oratori patètic, rus: Патетическая оратория, amb textos de Maiakovski per a baix, mezzosoprano, cor mixt i orquestra (1959)
- Cançó sobre Lenin (No ens ho creiem!, rus: Мы не верим!) amb lletra de Maiakovski per a baix, cor mixt i orquestra (1960)
- Cançons de Kursk, cantata segons de textos populars per a cor i orquestra mixtes (1964)
- Petita cantata per a cor i orquestra Rus de fusta, rus: Деревянная Русь sobre versos de S. A. Iessenin (1964), per a tenor, cor d'homes i orquestra (1964)
- Petita cantata per a cor i orquestra Està nevant, rus: Снег идёт, sobre versos de B. L. Pasternak (1965), per a cor femení, cor d'homes i orquestra (1965)
- Petita cantata per a cor i orquestra Cants tristos, rus: Грустные песни sobre versos d'A. A. Blok (1965), per a mezzosoprano, cor femení i orquestra (1962–1965)
- Quatre cançons populars per a cor i orquestra (1971)
- Cantata de primavera, sobre versos de Nekràssov per a cor mixt i orquestra (1972)
- Concert en memòria d'Aleksandr Iurlov per a cor mixt no acompanyat (1973)
- Tres miniatures per a veus solistes i cor mixt (1972–1975)
- Oda a Lenin sobre versos de R. I Rojdéstvenski per a narrador, cor i gran orquestra (1976)
- Himnes a la Pàtria, rus: Гимны Родины, per a cor (1978)
- La corona de Puixkin, rus: Пушкинский венок concert coral sobre versos d'Aleksandr Puixkin (1979)
- Núvols nocturns, rus: Ночные облака, cantata sobre versos d'A. A. Blok per a cor mixt a capella (1979)
- Làdoga, rus: Ладога, poema coral per a cor sobre versos d'A. Prokófiev (1980)
- Cançons de l'atemporal, rus: Песни безвременья, cors sobre versos d'A. A. Blok per a cor a capella (1980–1981 i posteriors)
- Cants i oracions, rus: Песнопения и молитвы, lletres de la poesia litúrgica, per a cor no acompanyat (1980–1997)

### Òpera
- Comèdia musical Llums, rus: Огоньки (1951), opereta en tres actes, llibret de L. Zakhàrov i S. Polotski (1951)

### Música variada
- Música per a representacions dramàtiques: Poble rus, rus: Русские люди, sobre versos de K. M. Símonov (1942)
- Othello, música incidental sobre l'obra de W. Shakespeare (1944)
- Suite Temps, endavant! (1965), rus: Время, вперёд!, música per a la pel·lícula del mateix nom de Mikhaïl Schweitzer

### Cançons
- Sis romances sobre textos de Puixkin per a veu i piano (1935)
- Tres cançons sobre versos d'Aleksandr Blok (1941)
- Cicle vocal "El país dels pares", rus: Страна отцов, per a tenor, baix i piano, sobre versos d'A. S. Issahakian. Consta d'11 romances (1950)
- Romances per a veu i piano sobre versos de Robert Burns, traduïts per S.I. Marxak (1955)
- Cicle vocal per a tenor, baríton i piano El meu pare és pagès, rus: У меня отец крестьянин, sobre versos de Iessenin per a tenor i baríton (1957)
- Lletres de Sloboda, rus: Слободская лирика, set cançons sobre versos d'A. Prokófiev i M. Issakovski per a cantant i piano (1938–1958)
- Vuit romances sobre versos de Lérmontov per a baix i piano (1957–1958)
- La Rus ha salpat, rus: Отчалившая Русь, cicle de cançons sobre versos de S. A. Iessenin per a tenor i piano (1977)
- Petersburg sobre versos d'Aleksandr Blok, poema vocal (1995)